# Plotosus lineatus
Poisson-chat rayé, balibot rayé
Espèce
Plotosus lineatus, couramment appelé le poisson-chat rayé ou balibot rayé, est une espèce de poissons siluriformes de la famille des Plotosidae.

## Description
Ce poisson, à la morphologie typique des poissons-chats, possède un long corps fuselé atteignant environ 32 centimètres de long, à la peau lisse et sans écailles. Il est de couleur brune ou noire et rayée de blanc de la tête à la queue ; deux rayures blanches sous les yeux, au-dessus des nageoires pectorales, et deux autres au-dessus de l'œil, sur le dos. Toutes ses nageoires sont transparentes ; la dorsale est en position très antérieure (précédée par une courte prédorsale munie d'un premier rayon modifié en aiguillon), et l'anale et la caudale sont soudées. Il possède aussi 8 barbillons très visibles de tailles égales autour de la bouche,.

## Comportement
Les juvéniles se rassemblent en groupes de plus de 100 individus, qui forment des grands bancs en forme de boule caractéristiques pour se protéger des prédateurs. Les adultes, eux, sont plus solitaires : ils nagent en petits groupes atteignant parfois une vingtaine d'individus, se cachant le plus souvent dans les anfractuosités des fonds rocheux et des récifs de coraux, fouillant constamment les fonds sableux grâce à leurs barbillons sensoriels à la recherche de vers, crustacés, mollusques dont ils se nourrissent. Ils mangeant aussi parfois des petits poissons. Les œufs sont pélagiques.
Leurs éperons venimeux les protègent de la plupart des prédateurs, toutefois ils constituent les proies préférées de certains serpents marins comme Hydrophis major. 

## Distribution
Ces poissons tropicaux sont les seuls poissons-chats récifaux connus. Ils habitent aussi les côtes, les estuaires et les lacs. On les trouve dans les eaux chaudes de l'océan Indien, de l'océan Pacifique (dont les eaux de la Californie, de la Corée et du Japon) et de la mer Rouge de 0 à 50 mètres de profondeur. On a aussi trouvé des poissons-chats rayés dans des lacs Tanzaniens (dont le lac Malawi) et des lacs de Madagascar.

## Espèce invasive
En Europe, le poisson-chat rayé est inscrit depuis 2019 dans la liste des espèces exotiques envahissantes préoccupantes pour l’Union européenne, et figure dans la « Liste noire des espèces envahissantes dans le milieu marin » de Méditerranée de l'UICN. Cela signifie que cette espèce ne peut pas être importée, élevée, transportée, commercialisée, ou libérée intentionnellement dans la nature, et ce nulle part dans l’Union européenne.

## Venimosité
Ce poisson est aussi connu par sa forte venimosité ; en effet, les adultes de ce poisson possèdent des aiguillons venimeux (Un sur chaque nageoire pectorale, un autre sur la nageoire dorsale) pour se protéger des prédateurs, et pouvant (bien que rarement) s'avérer mortel pour un homme. Le plus souvent, la piqure n'est pas létale mais cause de vives douleurs pouvant persister des jours durant.

## Galerie

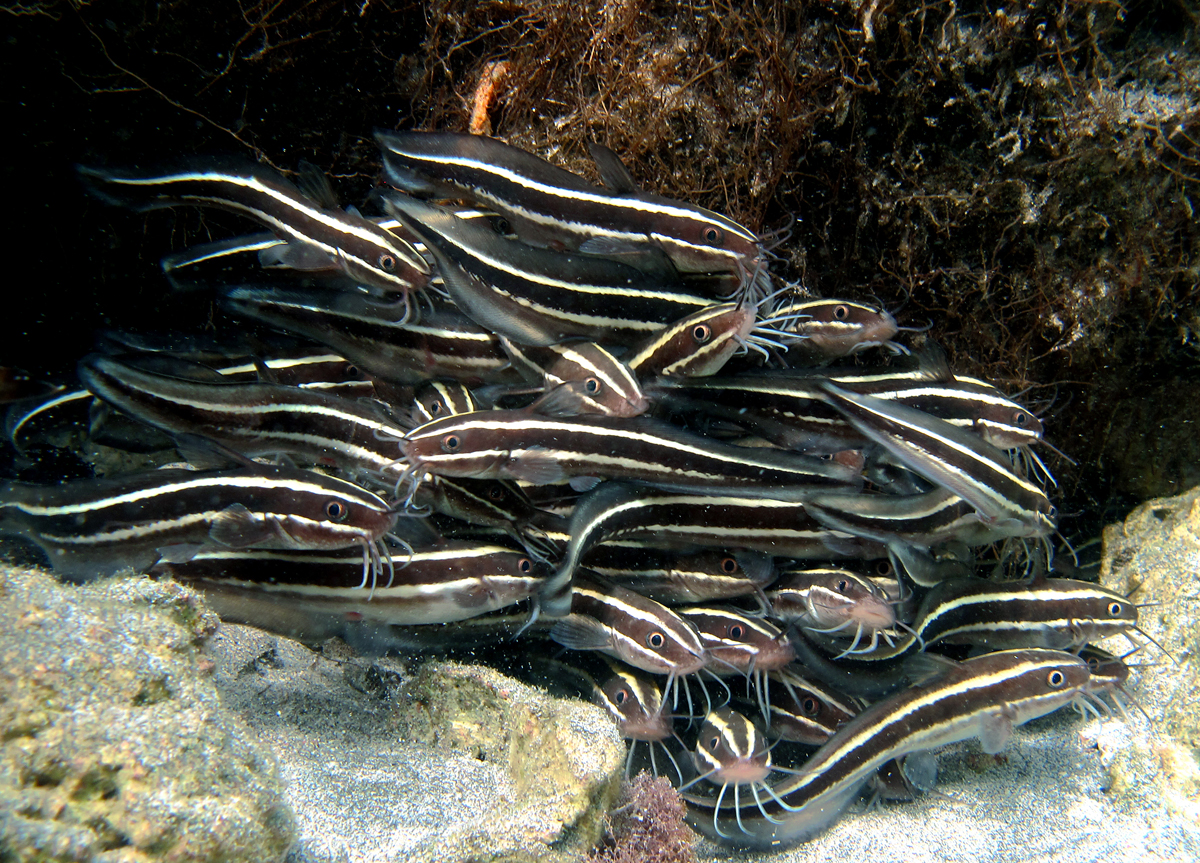
Un groupe à La Réunion.
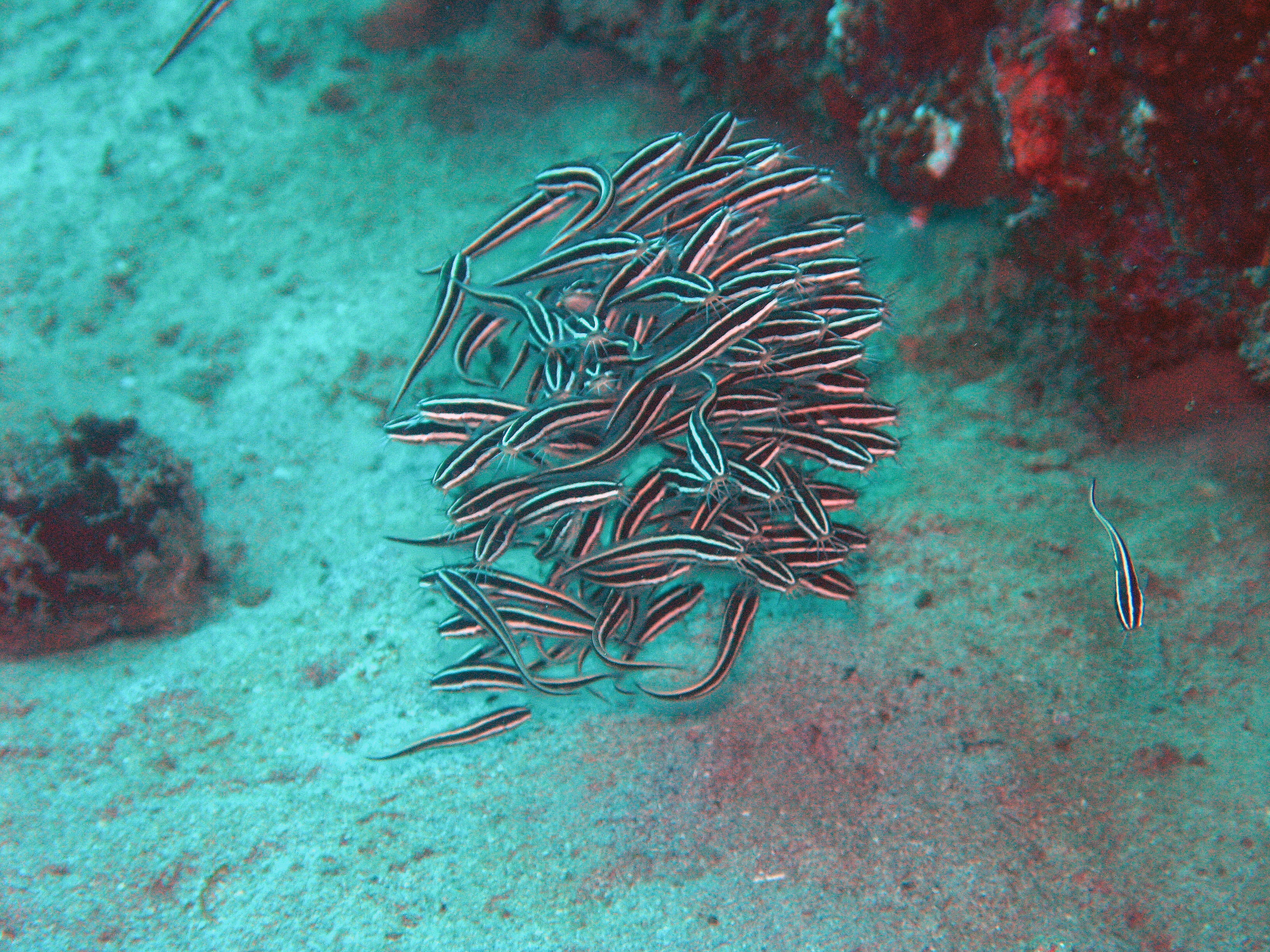
Un banc de balibots rayés : les juvéniles se rassemblent en bans de plus de 100 individus et se rangeant en boule compacte pour se protéger des prédateurs.
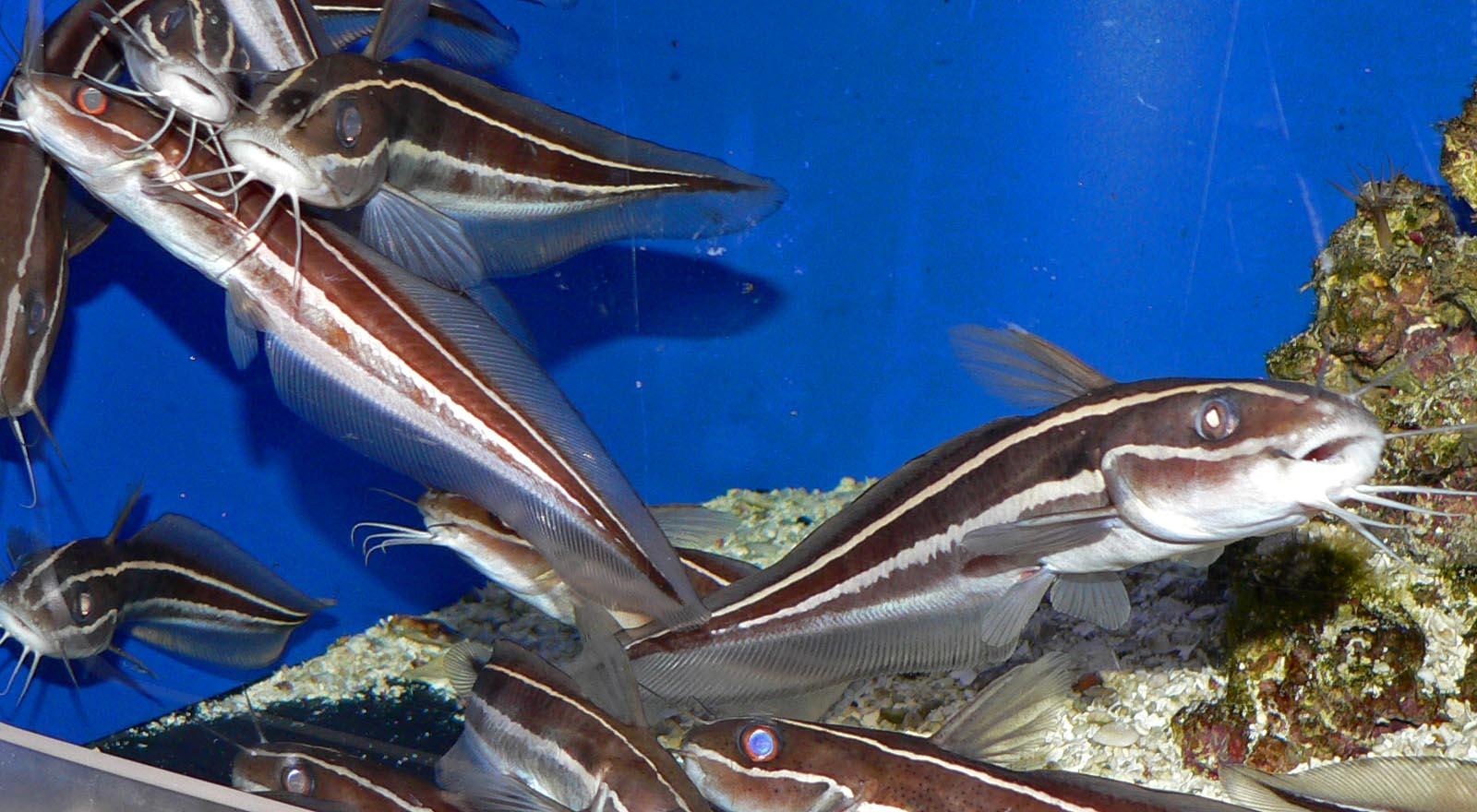
Plotosus lineatus en captivité, dans un aquarium public : ces poissons sont souvent présentés en aquarium.
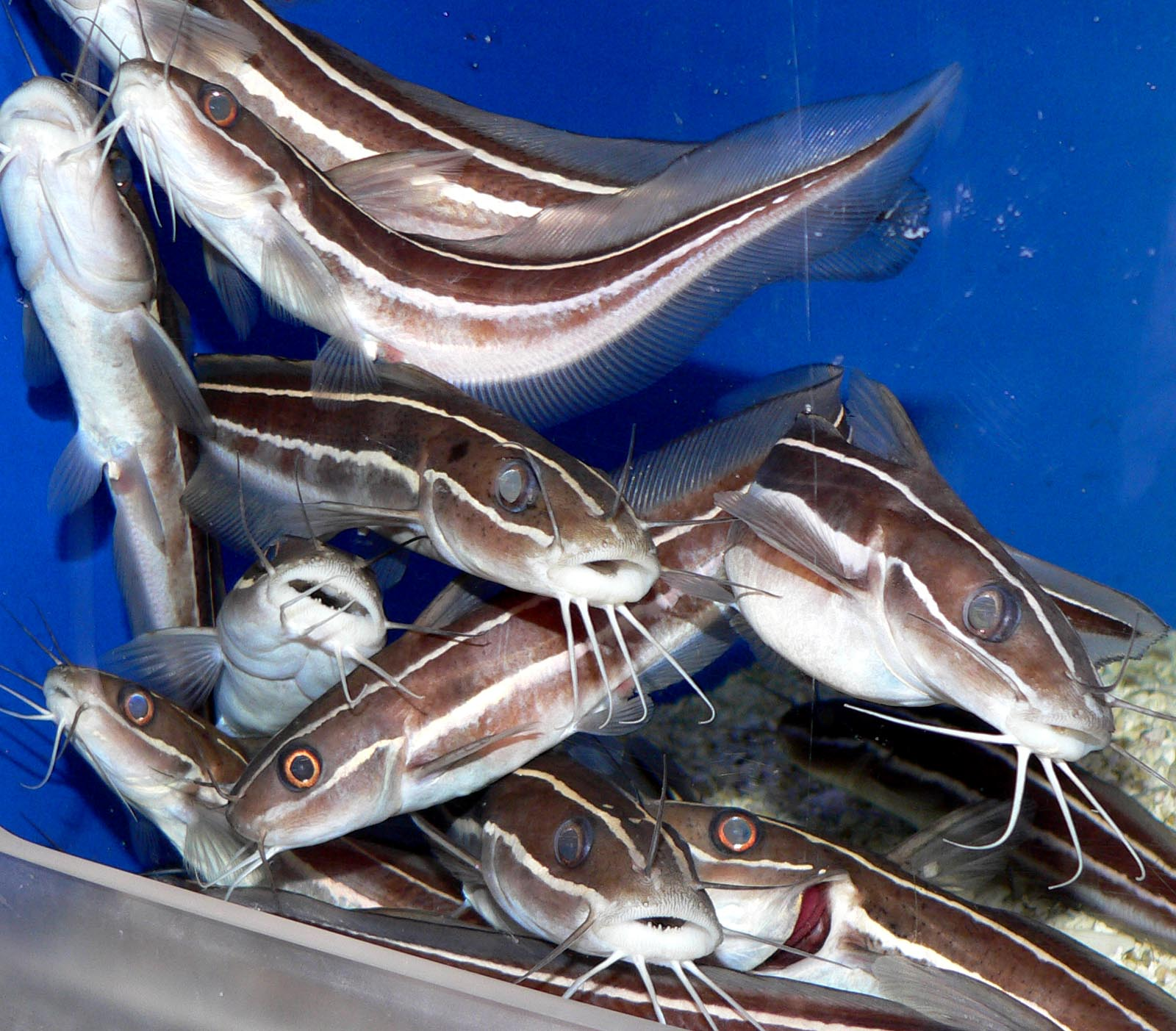
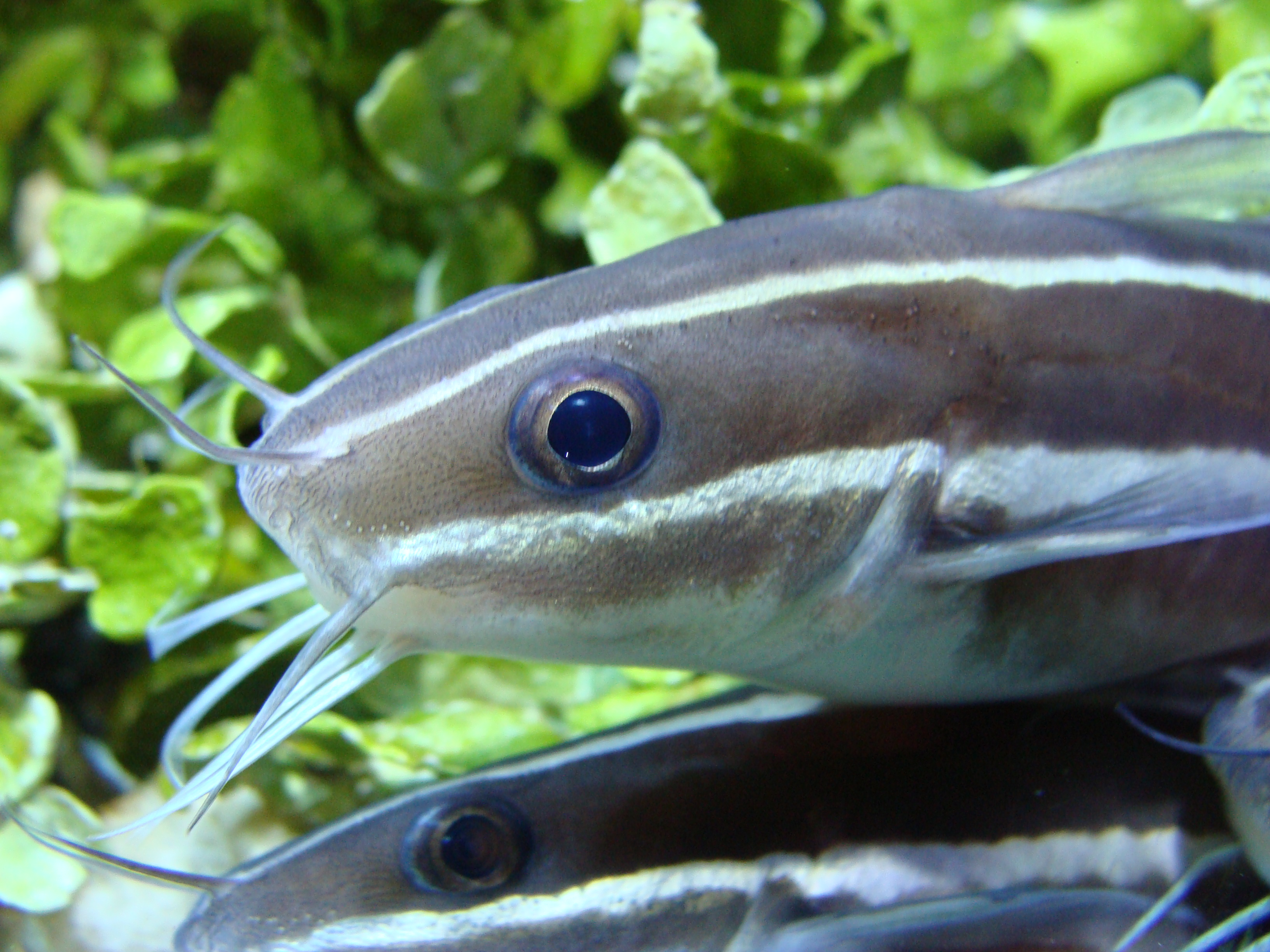
Détail de la tête de deux spécimens à l'Aquarium Finisterrae (Espagne).